# Iglesia de los Santos Apóstoles
La iglesia de los Santos Apóstoles, también denominada en griego Apostoleion (griego antiguo: τὸ Ἀποστολεῖον), fue un templo cristiano ubicado en la antigua Constantinopla, que se levantó originalmente para servir como mausoleo del emperador Constantino. Se trata de uno de los ejemplos más destacados de la primera arquitectura bizantina, principalmente por dos motivos: el concepto centralizado de la planta y la proliferación de cúpulas yuxtapuestas, de gran trascendencia posterior. Desde 1489 se halla en su solar la Mezquita del Conquistador (el Fatih), en la actual ciudad de Estambul, en Turquía.

## La iglesia constantiniana (c. 335-39)

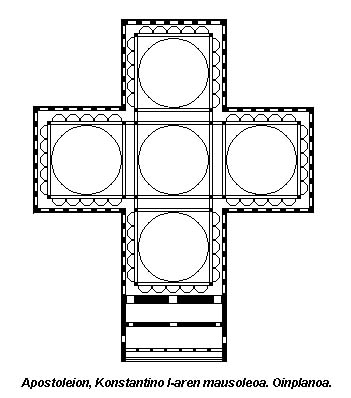
Hipotética planta de la primitiva iglesia de los Santos Apóstoles. Según Crippa, las cinco cúpulas estarían ya presentes en la iglesia constantiniana.

La primera iglesia de los Santos Apóstoles se levantó en época de Constantino, en el contexto de la construcción de la nueva capital imperial. Se hallaba en un punto elevado de la ciudad, sobre la cuarta colina, y cerca de la línea de murallas de Constantino. De ella no queda en la actualidad el menor vestigio, ya que en época de Justiniano fue sustituida por una nueva iglesia y ésta, a su vez, fue reemplazada en 1464 por la Mezquita del Conquistador. Así pues, toda imagen que podamos hacernos de aquella primera iglesia se basa en la descripción que Eusebio de Cesarea hace de ella en su Vida de Constantino.
Siguiendo esta fuente, y en interpretación de Krautheimer, la iglesia se hallaría exenta en una amplia explanada, rodeada de salas de otros edificios públicos, como baños y salas de reunión. Krautheimer apunta la forma de cruz griega en su planta, descartando otras posibles configuraciones apuntadas anteriormente por otros estudiosos. Uno de los brazos de esta cruz, el de acceso, sería ligeramente más largo que los otros tres. Menos claro está si cada brazo poseería una única nave o, en cambio, habría naves colaterales. Por otra parte, se incide en el lujo de los mármoles y los dorados, que cubrirían respectivamente las paredes y los techos artesonados. El edificio destacaría en altura sobre todo su cimborrio de cubierta cónica, situado sobre el crucero.
Este espacio del crucero tiene en este edificio una decisiva importancia simbólica, ya que se concibe como espacio para el sarcófago en pórfido del emperador Constantino, que estaría flanqueado por una serie de cenotafios o pilares inscritos con los nombres de los doce Apóstoles. Así pues, la iglesia de los Santos Apóstoles se concibe no solo como un martyrium apostólico, sino también como mausoleo de un emperador que quiere ser venerado como el decimotercero de ellos. De este modo, esta iglesia va más allá de una concepción martirial para convertirse en un heroon, donde el emperador, convertido en héroe, descansa bajo el signo de la cruz. Esta idea del heroon, que usa primeramente para denominar a la Anástasis de Jerusalén, lo que hace es recoger un concepto precristiano cuyo ejemplo más representativo, como señala Crippa, sería el heroon de Alejandro Magno. Constantino, al igual que Alejandro en su Alejandría, al igual que Cristo en la Jerusalén Celeste, aparece en el centro de su ciudad señalando su supremacía como fundador.
Hasta tal punto era atrevido mostrar al emperador como centro visual y simbólico de la arquitectura, que el espacio se reformuló pocos años después. En el año 356-57, cuando fueron traídas a la iglesia reliquias verdaderas de los Apóstoles, los restos de Constantino se trasladaron a un mausoleo independiente, contiguo al templo. Este nuevo alojamiento ya correspondía al planteamiento tradicional funerario, al ofrecer una planta circular cubierta con cúpula.
Y es que tipológicamente la primitiva iglesia de los Santos Apóstoles ofrece un planteamiento heterodoxo. Si bien hemos de considerarla un martyrium, ofrece novedades frente a los otros grandes martyria cristianos, como la basílica del Santo Sepulcro o la de San Pedro, los cuales lateralizaban el espacio de enterramiento propiamente dicho. Así, mientras en estos ejemplos la zona propiamente martirial está oculta bajo tierra o constituye un apéndice, en el caso del Apostoleion de Constantino el martyrium es una “construcción autosuficiente centrada en el espacio de devoción”. Así pues, la zona martirial es corazón mismo del edificio y en ella confluyen los brazos de las naves, que sirven para albergar a los fieles.
Desde finales del siglo IV hasta principios del siglo V, gran cantidad de iglesias tomaron la de los Santos Apóstoles de Constantinopla como modelo, al menos en dos aspectos: el que ofrecía su planta de cruz griega (en su alusión a la Vera Cruz) y su dedicación a los Apóstoles. En algunas ocasiones, los verdaderos Apóstoles pueden ser sustituidos por un santo o “apóstol” local. Krautheimer señala como consecuencias directas de la iglesia constantinopolitana a las de Milán y Rávena en el Occidente, a las de Éfeso y Antioquía en Anatolia, y a las de Gaza y Siquem en Oriente Próximo. El mismo autor también señala la influencia en la formación de las basílicas con crucero saliente, como la de la ciudad de Menas. Con todo, y pese a la gran influencia que atribuye a este edificio, retrasa hasta el año 400 la calificación de Constantinopla como centro arquitectónico de primer orden.

## La iglesia justinianea (c. 536-550)
Krautheimer señala el imperio de Justiniano como el momento en que la “cruz con cúpula se convirtió en unidad básica”, esquema que se presta fácilmente a combinaciones de grandes dimensiones. El esquema se repite cinco veces y se dispone en forma de cruz griega con el brazo de entrada algo más largo, siguiendo el planteamiento del edificio predecesor. Ahora sí, Krautheimer señala la presencia de naves laterales y tribunas, envoltura por tres lados de cada uno de los cuatro brazos. También indica la presencia de las cinco cúpulas, de las cuales solo la central estaría horadada por ventanas. De las otras cuatro, que serían más bajas, supone que fuesen simple bóvedas vaídas y ciegas.
Las líneas generales de la iglesia justinianea se conocen con certeza, pese a que tampoco se conserva. Las fuentes que poseemos también son escasas: van desde una somera descripción de Procopio a los ecos que tuvo en otros edificios de las provincias, como San Marcos de Venecia o San Juan de Éfeso. En este último caso, no obstante la similitud, se renuncia al equilibrio axial de la cruz griega, y se beneficia claramente la longitudinalidad del espacio. Una miniatura de hacia 1100-50 conservado en la Biblioteca Nacional, en París, revela la apariencia del edificio de los Santos Apóstoles a mediados del siglo XII, y tras haber recibido remodelaciones a mediados del siglo X. En la imagen, destaca particularmente la presencia de las cinco cúpulas, entre las cuales destaca volumétricamente la central.